# The Paymaster's Son
The Paymaster's Son er en amerikansk stumfilm fra 1913 af Francis Ford.

## Medvirkende
- Robert Edeson som John Burton.
- Charles K. French som Silas Burton.
- Robert Stanton som Richard Randall.
- Ann Little som Ethel Burton.
- J. Barney Sherry som Randall.